# 宮本祥代
宮本 祥代（みやもと さちよ、1986年 - ）は、日本のオペラ歌手、歌手、声楽家。ソプラノ。東京都出身。

## 人物
東京都出身。声楽家。ソプラノ。
日本オペラ振興会オペラ歌手育成部修了。
オペラ、クラシック声楽曲、日本歌曲、童謡、ミュージカル、ポップスなど幅広いジャンル
を歌う。またボランティア活動としてインドネシアの学校を訪問し、オーケストラのソリストを務めた。
藤原歌劇団員。日本演奏連盟会員。

## 主な出演作品
- オペラ「ランメルモールのルチア」ルチア役
- オペラ「リゴレット」ジルダ役
- オペラ「ファルスタッフ」ナンネッタ役
- オペラ「コジ・ファン・トゥッテ」デスピーナ役
- ソロコンサート「魅惑のソプラノ～珠玉の名曲、オペラからポップスまで～」